# Garache (folklore)
Pour les articles homonymes, voir Garache.
La garache est, dans le folklore du Poitou,, un humain, généralement une femme, qui se transforme en loup-garou femelle durant la nuit, pour un temps plus ou moins long en fonction de la gravité d’un crime commis sous sa forme humaine. Les garaches blessées meurent ou retrouvent leur apparence originelle. Elle se rapproche de la ganipote.

## Étymologie
Le nom de garache est un dérivé féminin de garou.

## Mentions
La garache est issue du folklore du Poitou,. Elle est décrite comme un humain, généralement une femme, qui se transforme en loup-garou la nuit, pour un temps plus ou moins long en fonction de la gravité d’un crime qu'elle a commis sous sa forme humaine. D’après Ismaël Mérindol (pseudonyme de Édouard Brasey), (reprenant les informations de l'abbé Ferdinand Baudry et d'Edmond Bocquier) on connait deux sortes de garaches : les garaches-à-sauter, qui sautent au-dessus des haies, et les garaches-à-percer, qui traversent les buissons épineux. Contrairement aux loup-garous mâles qui sont censés survivre en cas de blessures et conserver les mutilations après avoir retrouvé leur forme humaine, les garaches blessées meurent ou retrouvent leur apparence originelle. Le moyen le plus sûr de leur redonner une forme humaine consiste donc à les blesser en faisant couler leur sang, et pour les atteindre avec une balle, il faut que l’arme soit chargée avec trois morceaux de pain bénit lors des trois messes de minuit. Une variante de cette légende présente la garache comme une sorte de dame blanche et une autre la rapproche des sorcières. Il existe également une confusion importante entre la garache et la birette (ou galipote), une espèce proche des voirloups, dont les spécimens sont censés survivre aux blessures qu’on leur inflige, comme le commun des loup-garous.

### Aizenay
À Aizenay, plusieurs garaches sont mentionnées et pour forcer les sorciers et sorcières à désensorceler les animaux et les habitants, ces derniers faisaient bouillir un mouton hérissé d’aiguilles à petit feu. Au village des Arcis, une garache fut mise en fuite grâce à un bâton de néflier. Les sabbats des sorcières se tenaient aux croisées de la Clapechère et de Lavignon. Un soir, un prétendant était blotti sous son lit quand il vit sa fiancée s’oindre d’une graisse magique et répéter trois fois :

« Par-dessus les haies et les buissons !

Pour aller joindre Lavignon ! »

Désireux de la suivre, il s’oignit de la même manière, seulement, il avait oublié la formule « Par-dessus … » et l’avait remplacée par « À travers les haies et les buissons », il arriva donc à Lavignon avec le corps ensanglanté par les épines contre lesquelles il s’était heurté. Au retour, en voyant sa fiancée franchir la rivière d’un bond, il s’écria, admiratif « Jésus ! », ce qui eut pour effet de lui faire perdre tout pouvoir et l’obligea à rentrer à pied.
- C’est probablement la même garache que mentionna l’abbé Baudry en 1873.

### Angles
À Angles, une tradition locale voudrait qu’une garache ait été tuée dans le champ de Pérochelles, à l’est de la ville. Une autre garache serait passée de vie à trépas dans les environs de la cabane de la petite Lamberde, près de la tour de Moricq. On racontait que cette dernière n’était autre qu’une reine d’Angleterre transformée par la malédiction et condamnée à visiter sept paroisses par nuit pendant sept ans.